# Dolichancistrus
Dolichancistrus (Доліханциструс) — рід риб триби Ancistrini з підродини Hypostominae родини Лорікарієві ряду сомоподібні. Має 6 видів. Наукова назва походить від грецьких слів dolichos, тобто «довгий», та agkistrodon — «гак».

## Опис
Загальна довжина представників цього роду коливається від 7,9 до 17 см. Голова велика, сплощена зверху. Морда на кінці округла. Є 3 пари коротких вусів. Очі опуклі, знаходяться у верхній частині голови. Гот широкий. Тулуб кремезний, звужується до хвостової частини. Спинний плавець помірно довгий. Жировий плавець крихітний. Грудні плавці широкі, з довгим першим променем у вигляді шипу. Черевні за розміром поступаються грудним плавцям. Хвостовий плавець короткий, широкий, з невеличкою виїмкою у верхній частині.
Забарвлення коливається від жовтого до чорного з дрібними білими плямочками або цяточками.

## Спосіб  життя
Біологія вивчена не достатньо. Це демерсальні риби. Воліють до прісних водойм. Зустрічаються у річках на доволі значні висоті. Активні у присмерку. Живляться дрібними водними організмами.

## Розповсюдження
Поширені в басейні річок Мета, Атрато, Кататумбо, Магдалена і озері Маракайбо.

## Види
- Dolichancistrus atratoensis
- Dolichancistrus carnegiei
- Dolichancistrus cobrensis
- Dolichancistrus fuesslii
- Dolichancistrus pediculatus
- Dolichancistrus setosus